# Équipe de Belgique de rugby à XIII
L'équipe de Belgique de rugby à XIII, surnommée les « Golden Lions », est l'équipe qui représente la Belgique dans les principales compétitions internationales du rugby à XIII. Slogan : « L'individualité au service du collectif ».

## Histoire

### Les débuts de l'équipe nationale (2009)
L'équipe de Belgique de rugby à XIII a d'abord débuté en 2009 après la coupe du monde de rugby à XIII. Elle participe au tournoi RLEF Euro Med Challenge (en)  et joue son premier match contre l'équipe de Catalogne (victoire 28-22).

### Renaissance (2013)
Reconnue en juin 2013 par la RLEF Rugby League European Federation, l'équipe de Belgique de rugby à XIII se relance sous la direction du nouveau président Yves Kazadi et joue son premier match officiel à Delft contre les Pays-Bas (victoire 22-06).

### Match de prestige à Leeds (2015)
L'équipe nationale belge joue l'ouverture d'un match de Super League (rugby à XIII) à Leeds contre Malte. Le match se solde sur le score de 35-34 en faveur de Malte mais ce match a permis de réaliser le potentiel de l'équipe belge face un à adversaire de qualité.

### Tri-nations (2016)
Les Golden Lions remportent en 2016 le Tri-nations, une compétition avec l'Allemagne et les Pays-Bas. La Belgique remporte le premier match à Dortmund contre les Allemands 12-26 le 6 août, puis celui contre les Hollandais 36-12 à Bruxelles le 3 septembre.

## Rencontres
| Dates      | Lieu                     | Matchs                        | Résultats | Rapport du match |
| ---------- | ------------------------ | ----------------------------- | --------- | ---------------- |
| 29/10/2016 | Monza (Italie)           | Italie - Belgique             | 16 - 26   |                  |
| 03/09/2016 | Bruxelles (Belgique)     | Belgique - Pays-Bas           | 36 - 12   | Match report     |
| 06/08/2016 | Dortmund (Allemagne)     | Allemagne - Belgique          | 12 - 26   | Match report     |
| 03/10/2015 | Tis (République Tchèque) | République Tchèque - Belgique | 14 - 4    | Match report     |
| 12/07/2015 | Bray (Irlande)           | Irlande - Belgique            | 34 - 0    | Match report     |
| 21/06/2015 | Leeds (Angleterre)       | Malte - Belgique              | 35 - 34   | Match report     |
| 02/05/2015 | Rotterdam (Pays-Bas)     | Pays-Bas - Belgique           | 12 - 60   | Match report     |
| 18/04/2015 | Bruxelles (Belgique)     | Belgique - République Tchèque | 50 - 12   | Match report     |
| 28/06/2014 | Bruxelles (Belgique)     | Belgique - Pays-Bas           | 32 - 16   | Match report     |
| 08/06/2014 | Valence (Espagne)        | Espagne - Belgique            | 54 - 10   | Match report     |
| 24/05/2014 | Bruxelles (Belgique)     | Belgique - Espagne            | 10 - 12   | Match report     |
| 29/06/2013 | Delft (Pays-Bas)         | Pays-Bas - Belgique           | 6 - 22    | Match report     |

### Bilan
| Bilan des rencontres | Nombre |
| -------------------- | ------ |
| Victoire             | 7      |
| Égalité              | 0      |
| Défaite              | 5      |
| Points pour          | 310    |
| Points contre        | 235    |

## Statistiques concernant les joueurs

### Record de sélections
Nombre de sélection au 1er novembre 2016
| # | Joueurs                | Périodes    | Sélections |
| - | ---------------------- | ----------- | ---------- |
| 1 | Bahamou Adam           | (2014 - )   | 10         |
| 1 | Troquereau Simon       | (2014 - )   | 10         |
| 3 | Laachiri Iliass        | (2013 - )   | 9          |
| 3 | Eyns Christopher       | (2013 - )   | 8          |
| 5 | De Winne Josquin       | (2014-2015) | 7          |
| 5 | Bertrand Yann          | (2015 - )   | 7          |
| 5 | Bourgin Nicolas        | (2015 - )   | 7          |
| 5 | Bouillon Jonathan      | (2014 - )   | 7          |
| 9 | Coroli Agim            | (2014 - )   | 6          |
| 9 | Van der Elst Guillaume | (2014 - )   | 6          |
| 9 | Guimard Lelio          | (2014 - )   | 6          |
| 9 | Tiogum Idriss          | (2013 - )   | 6          |
| 9 | Leclercq Quentin       | (2014 - )   | 6          |

### Record d'essais
Nombre d'essais au 1er novembre 2016
| # | Joueurs                | Périodes      | Essais |
| - | ---------------------- | ------------- | ------ |
| 1 | Bertrand Yann          | (2015 - )     | 9      |
| 2 | Leroyer Yvan           | (2015 - )     | 7      |
| 3 | Leclercq Quentin       | (2014 - )     | 4      |
| 3 | Laachiri Iliass        | (2013 - )     | 4      |
| 4 | Van der Elst Guillaume | (2014 - )     | 3      |
| 4 | Troquereau Simon       | (2014 - )     | 3      |
| 4 | Guimard Lelio          | (2014 - )     | 3      |
| 4 | Bourgin Nicolas        | (2015 - )     | 3      |
| 8 | De Winne Josquin       | (2014 - 2015) | 2      |
| 8 | Avedikian Karnik       | (2015 - )     | 2      |
| 8 | Bahamou Adam           | (2014 - )     | 2      |
| 8 | Tiogum Idriss          | (2013 - )     | 2      |

### Record de goals
Record de goals au 1er novembre 2016
| # | Joueurs         | Périodes  | Goals |
| - | --------------- | --------- | ----- |
| 1 | Leroyer Yvan    | (2015 - ) | 25    |
| 2 | Laachiri Iliass | (2013 - ) | 12    |
| 3 | Williams Kevin  | (2014)    | 4     |
| 4 | Parée Marc      | (2015 - ) | 2     |